# Грачова Надія Олександрівна
Надія Олександрівна Грачова (рос. Надежда Александровна Грачёва, 21 грудня 1969, Семипалатинськ, СРСР) — радянська і російська артистка балету. Народна артистка Росії (1996).
Закінчила Московське хореографічне училище. У 1992 році перемогла у балетному конкурсі Benois de la Danse.
| Персоналії | Це незавершена стаття про особу. Ви можете допомогти проєкту, виправивши або дописавши її. |